# Spartan (película)
Spartan (película de 2003) es un thriller político norteamericano escrito y dirigido por el dramaturgo David Mamet. Está protagonizada por Val Kilmer, Derek Luke, Tia Texada, Ed O’Neill, William H. Macy y Kristen Bell.

## Argumento
Robert Scott, un veterano militar que ahora trabaja reclutando soldados para la Delta Force, es llamado por sus superiores para encontrar a Laura Newton, la hija del presidente de los Estados Unidos, en una operación que debe ser mantenida en secreto. Su búsqueda le lleva hasta una organización de trata de blancas con base en Dubái. Pero cuando Scott y su equipo planean una misión de rescate, los noticiarios de televisión dan la noticia de que Laura y uno de sus profesores han muerto en un accidente en la costa de Martha’s Vineyard. Toda la operación es cancelada, pero hay algo que no encaja y parece que hay intereses ocultos para que la hija del presidente no aparezca. Como es habitual en las tramas de David Mamet, el guion está lleno de giros y sorpresas. El final es agridulce, Laura es rescatada, pero otras chicas seguirán siendo víctimas de la trata de blancas.

## Reparto
- Val Kilmer como Robert Scott Force Marine Recon.
- Derek Luke como Curtis.
- Tia Texada como Sergeant Jackie Black.
- Kristen Bell como Laura Newton.
- Johnny Messner como Grace.
- Ed O’Neill como Robert Burch.
- William H. Macy como Stoddard.
- Saïd Taghmaoui como Tariq Asani.
- Clark Gregg como Miller.
- Natalia Nogulich como Nadya Tellich.
- Moshe Ivgy como Avi.
- Kick Gurry como «Jones».

## Curiosidades
- El Dubái de la película no es tal, en realidad está rodado en un suburbio de Los Ángeles.
- Eric L. Haney, un militar retirado de Delta Force, fue el consejero técnico de la película y tiene una breve aparición. Después de Spartan, él y Mamet crearon la serie de televisión The Unit sobre la vida dentro de Delta Force.[1]

- Alexandra Kerry, hija del senador John Kerry, hace de camarera es una escena. El rabino de Mamet también aparece en la escena inicial.[2]

- Una de las frases de Val Kilmer, «One riot, one Ranger» fue usada en una película anterior de Mamet, La casa de juego; y en la posterior, The Unit, es un adagio de los Rangers de Texas.[3]

- La navaja automática usada por Kilmer en el film es el modelo «The Spartan» de la marca Severtech y fue diseñado para la película.[4]

## Crítica
Spartan recibió en general buenas críticas y tuvo una puntuación de 64% en la web Rotten Tomatoes. The Chicago Sun-Times le dio 4 estrellas."